# Alexandre (comandante)
Alexandre (em grego: Αλέξανδρος; romaniz.: Aléxandros; em latim: Alexandrus) foi um oficial bizantino do século VI, ativo durante o reinado do imperador Justiniano (r. 527–565). Aparece pela primeira vez em 537, quando comandou, ao lado de Marcêncio e outros oficiais, uma unidade de mil cavaleiros que velejou de Constantinopla para Hidrunto, na Itália, para auxiliar Belisário. Esta expedição esteve sob comando geral do oficial João. O destacamento aportou na Campânia e então dirigiu-se para Óstia com suprimentos para Roma, onde ficou até meados de dezembro. Provavelmente pode ser identificado com o escolário homônimo.